# Stora Sjöfallet
Cet article concerne la chute d'eau. Pour le parc dans lequel elle est située, voir Parc national de Stora Sjöfallet. Pour les autres significations, voir Stora.
Stora Sjöfallet (en same de Lule : Stuor Muorkkegårttje) est une chute d'eau dans le comté de Norrbotten en Laponie suédoise. La chute avait un débit moyen de 160 m3/s mais depuis la construction de la centrale hydroélectrique de Vietas en 1972, la plupart de l'eau est détournée vers une conduite souterraine et le débit moyen au niveau de la chute n'est plus que de 6 m3/s.

## Description
Stora Sjöfallet signifie « la grande chute du lac », la cascade permettant en effet de relier les lacs de Kårtjejaure (Gårtjejávrre) et Langas, pour une différence totale de dénivelé de 40 m. Elle était initialement divisée en 5 bras répartis en deux niveaux, chaque bras portant le nom d'une personne importante pour l'histoire de la laponie suédoise. Les chutes de Hermelin et de Læstadius étaient situées en parallèle, au niveau supérieur, et chutaient d'environ 27 m, tandis que les chutes de Düben, Pettersson et Widmark se partageaient le niveau inférieur. La chute d'Hermelin était la principale attraction. Aujourd'hui, seules la chute d'Hermelin et de Widmark ont encore un peu d'eau.

## Histoire
À la fin du XIXe siècle, la chute est connue comme « la Niagara des Pays Nordiques ». Mais sa localisation la rend très difficile d'accès. En 1890, l'association touristique suédoise (Svenska Turistföreningen, STF) construit un petit chalet près de la cascade. Il faut alors près d'une semaine de randonnée pour s'y rendre, mais Stora Sjöfallet attire néanmoins de nombreux touristes. En 1909, la Suède créé neuf parcs nationaux, les premiers d'Europe, dont le parc national de Stora Sjöfallet, protégeant la cascade et une vaste zone de montagne aux alentours. En 1914, la centrale hydroélectrique de Porjus est inaugurée plus en aval, et le chemin de fer mène maintenant directement au lac Langas, où un bateau de la STF attend les touristes pour les emmener jusqu'aux chutes. Ce service de bateau continuera jusqu'en 1965, après quoi il sera remplacé par une route.

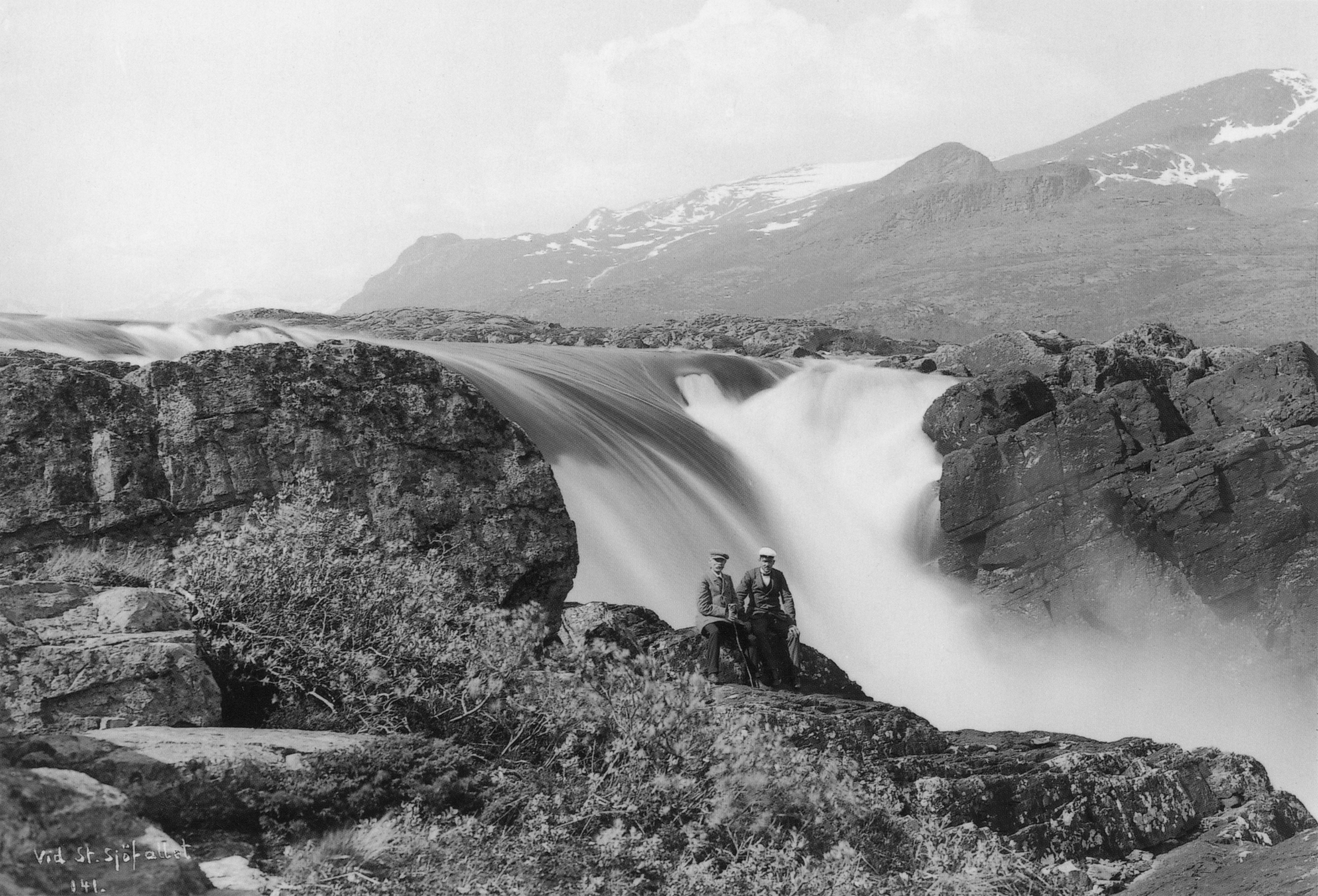
La chute de Hermelin autour de l'an 1900.

Cependant, les intérêts hydroélectriques ne s'arrêtent pas avec la construction de Porjus. La compagnie électrique Vattenfall souhaite en effet réguler le débit du fleuve pour assurer une meilleure production de la centrale de Porjus. Le parlement suédois retire donc en 1919 120 km2 du parc national pour permettre la construction du barrage de Suorva, juste en amont des chutes. En régulant le débit du fleuve, le barrage réduit fortement les crues estivales et donc la beauté des chutes. Le coup de grace est porté en 1972, avec une extension du barrage et la redirection de l'essentiel de l'eau du fleuve dans une conduite souterraine vers la centrale de Vietas, asséchant presque complètement la cascade. De nos jours, l'eau du barrage n'est relâchée qu'exceptionnellement et en général pour une très courte durée.